# !Kheis
!Kheis es un municipio local sudafricano situado en el distrito de ZF Mgcawu, en la provincia de Cabo Septentrional.

## Superficie
!Kheis tiene una superficie de 11 102 km².

## Demografía
En 2022, tenía 21 954 habitantes, una densidad poblacional de 1,97 hab./km², y 4967 viviendas.